# 猛毒 (歌曲)
《猛毒 – 電影音樂》（英語："Venom – Music from the Motion Picture"），簡稱：「猛毒」，是美國饒舌歌手阿姆為2018年電影《猛毒》撰寫的同名原聲帶，此曲收錄在他的第十張錄音室專輯《痞子特攻隊》。
它於2018年9月21日以數位單曲形式發行。專輯發行後，單曲登陸多個國家／地區的音樂排行榜，在美國、加拿大和澳大利亞均取得前五十名的成績。

## 背景
2018年8月30日，阿姆在Twitter發布了一支15秒的預告片，展示了《猛毒》（VENOM）的標題，當中「E」變成阿姆標誌的反向「Ǝ」。七小時後的2018年8月31日，阿姆無預警釋出新專輯《痞子特攻隊》，而《猛毒》作為其末尾曲目出現。2018年9月21日，該曲目以獨立數位單曲在串流媒體平台上發行。
這首歌多次提到《猛毒》電影及其角色艾迪·布洛克。

## 音樂錄影帶
2018年10月3日，阿姆在他的Twitter帳號上取笑這首歌，並宣布音樂錄影帶將於下週五釋出。音樂錄影帶於2018年10月5日發布。作為他先前〈Fall〉音樂錄影帶的延續，錄影帶以一個撿到《風雲再起》CD的路人開場，他打開外殼後發現一張全黑的唱片，當他開始反應時公車剛好駛來，所以趕緊將唱片放進背包裡並上了車。當歌聲響起時，阿姆的共生體爬上這名男子的頸部，讓他開始唱這首歌，接著他也感染了公車司機並把他扔出車外，使司機也唱起了歌。阿姆的共生體四處傳播，感染無辜的路人甚至是狗，使他們一邊饒舌一邊破壞城鎮。同時，畫面不時穿插穿著一身黑的阿姆，在只有一盞燈的房間裡演唱這首歌。在最後一幕，最後一個受害者在被共生體附身後變成阿姆本人，在月黑風高的小巷裡唱完最後一節副歌，最終變成漫威漫畫角色猛毒。

## 現場表演
2018年10月15日，阿姆在深夜電視節目《吉米夜現場》中登上美國紐約帝國大廈第103層演唱這首歌。該錄像於2018年10月6日拍攝，為期八分鐘，由詹姆斯·拉雷斯（James Larese）導演，並由墨西哥裔美國喜劇演員吉列爾莫·羅德里格斯客串演出。影片使用Google Pixel 3拍攝。

## 曲目清單
| 數位下載 | 數位下載   | 數位下載                                                | 數位下載                         | 數位下載 |
| 曲序     | 曲目       | 词曲                                                    | 製作人                           | 时长     |
| -------- | ---------- | ------------------------------------------------------- | -------------------------------- | -------- |
| 1.       | 猛毒 Venom | 馬紹爾·馬瑟斯 路易斯·雷斯托 （ 英语 ： Luis Resto (musician)） 馬里奧·雷斯托 | 阿姆 路易斯·雷斯托 （ 英语 ： Luis Resto (musician)） | 4:29     |

## 榜單與認證
| 榜單（2018年）                               | 峰值 |
| -------------------------------------------- | ---- |
| 澳大利亚（澳大利亚唱片业协会單曲榜）         | 25   |
| 奥地利（Ö3四十强单曲榜）                     | 39   |
| 加拿大（Canadian Hot 100）                   | 15   |
| 捷克（百強數位單曲榜）                       | 4    |
| 法國（法國唱片出版業公會）                   | 55   |
| 德国（德國官方單曲榜）                       | 77   |
| 希臘（國際唱片業協會希臘分會國際數位單曲榜） | 6    |
| 匈牙利（四十強單曲榜）                       | 3    |
| 匈牙利（四十強串流榜）                       | 4    |
| 愛爾蘭（愛爾蘭唱片音樂協會单曲榜）           | 24   |
| 意大利（意大利音乐产业联盟单曲榜）           | 63   |
| 立陶宛（AGATA ）                             | 34   |
| 荷兰（百强单曲榜）                           | 94   |
| 新西兰（新西兰唱片音乐协会单曲榜）           | 32   |
| 葡萄牙（葡萄牙唱片業協會单曲榜）             | 49   |
| 蘇格蘭（官方榜单公司單曲榜）                 | 25   |
| 新加坡（新加坡唱片業協會）                   | 28   |
| 斯洛伐克（百強數位單曲榜）                   | 4    |
| 韓國（Gaon音乐榜）                           | 97   |
| 瑞典（瑞典最熱榜）                           | 64   |
| 瑞士（瑞士热门音乐榜）                       | 47   |
| 英國（官方榜单公司單曲榜）                   | 16   |
| 美国（《告示牌》百大單曲榜）                 | 43   |
| 美國（《告示牌》Hot R&B/Hip-Hop Songs）      | 21   |

| 榜單（2018年）         | 峰值 |
| ---------------------- | ---- |
| 匈牙利（四十大單曲榜） | 81   |

| 地區                           | 认证 | 认证单位/销量 |
| ------------------------------ | ---- | ------------- |
| 澳大利亚（澳大利亚唱片业协会） | 白金 | 70,000‡       |
| 意大利（意大利音乐产业联盟）   | 金   | 25,000‡       |
| 波兰（波蘭音像製造商協會）     | 白金 | 20,000‡       |
| 英国（英国唱片业协会）         | 金   | 400,000‡      |
| ‡僅含認證的+實際銷量           |      |               |